# Cento Probae
Der Cento Probae ist ein spätantiker Lateinischer Cento aus der 2. Hälfte des 4. Jahrhunderts.
Das Gedicht, das Vergil-Verse verwendet, wird aufgrund einer Zuschreibung Isidors von Sevilla traditionell der christlichen Adligen Faltonia Betitia Proba (um 360) zugeordnet; Teile der modernen Forschung haben jedoch auch deren Enkelin Anicia Faltonia Proba (nach 384) als Autorin in Betracht gezogen.
Das „christliche Flickengedicht“ besteht aus 700 Versen und verwendet die Aeneis, Georgica und die Eklogen des Vergil (70 v. Chr. bis 19 v. Chr.), um die christliche Heilsbotschaft im bukolischen Gewand zu transportieren. So erinnert besonders das im Cento geschilderte Paradies an Vergils Arkadien.
Manche Philologen machen Einflüsse des Cento schon im zeitgenössischen Carmen contra paganos sowie in den Epigrammen des Papstes Damasus I. aus, während andere Ähnlichkeiten auf die den Texten gemeinsame Vergil-Rezeption zurückführen.

## Textausgaben
- Karl Schenkl (Hrsg.): Proba, Cento. In: Poetae Christiani minores (= Corpus Scriptorum Ecclesiasticorum Latinorum. Band 16,1). Wien 1888, S. 568–609 (online; kritische Edition mit Nachweis der verarbeiteten Vergilstellen).
- Alessia Fassina, Carlo M. Lucarini (Hrsg.): Faltonia Betitia Proba: Cento Vergilianus. De Gruyter, Berlin 2015, ISBN 978-3-11-042652-6 (kritische Edition)

## Übersetzungen
- Faltonia Betitia Proba: Die Heilige Schrift kurz erzählt mit den Worten des Vergil - Cento Vergilianus. Übersetzt und kommentiert von Wolfgang Fels. Mit einem einleitenden Essay von Katharina Greschat (= Bibliothek der Mittellateinischen Literatur. Band 13). Hiersemann, Stuttgart 2017, ISBN 978-3-7772-1701-7 (deutsch)
- The golden bough, the oaken cross. The Virgilian Cento of Faltonia Betitia Proba. Übersetzt von Diane F. Hatch und Elizabeth Ann Clark. Chico/Kalifornien, Scholars Press 1981.